# Kukari
Kukari, hrvatski plemićki rod, koji se spominje u Pacti conventi kao jedan od dvanaestero plemena Kraljevine Hrvatske. U izvorima se prvi put spominju u 2. polovici 12. stoljeća, na području Podstrane kod Splita, gdje se nalazio territorium Cucarorum. Drugi spomen je u Supetarskom kartularu, a spominje ih i Toma Arhiđakon (o. 1200. – 1268.) u svojoj kronici Historia Salonitana.
Od 15. stoljeća spominju se na prostoru Lučke županije, osobito u Skradinu i okolici, ali i u dalmatinskim komunama. Posljednji spomen Kukara na jugu Hrvatske datira iz 1581. godine.

## Vanjske poveznice
- Kukari Hrvatska enciklopedija